# Rotbürzel-Bartvogel
Der Rotbürzel-Bartvogel (Pogoniulus atroflavus) ist eine Vogelart aus der Familie der Afrikanischen Bartvögel. Er ist die größte Art der Gattung Pogoniulus. Das Verbreitungsgebiet umfasst große Teile des südlichen Westafrikas sowie Zentralafrikas. Die IUCN stuft den Rotbürzel-Bartvogel auf Grund des großen Verbreitungsgebietes, des offenbar stabilen Bestandes und derzeit nicht erkennbarer wesentlicher Gefährdungsfaktoren als nicht gefährdet (least concern) ein.

## Beschreibung
Der Rotbürzel-Bartvogel ist mit einer Körperlänge von 13 cm die größte Art der Gattung Pogoniulus und zeigt keinen äußeren Geschlechtsdimorphismus. Die Flügellänge beträgt bei Männchen 57–65 mm, die Schwanzlänge 28–31 mm und die Schnabellänge 12,0–14,9 mm; bei Weibchen beträgt die Flügellänge 58–65 mm, die Schwanzlänge 27–31 mm und die Schnabellänge 13,0–15,2 mm. Männchen wiegen 17–21,5 g, Weibchen 14–20 g.
Bei beiden Geschlechtern sind der Rücken und die Oberseite der Steuerfedern schwarz, Bürzel und Oberschwanzdecken sind rot. Die blauschwarzen Oberflügeldecken sind gelb gesäumt, die breiten gelben Säume der mittleren Oberflügeldecken bilden ein auffallendes gelbes Flügelband. Die Schwingen sind oberseits schwarz mit schmalen gelben Säumen und weißen Innenfahnenbasen. Die gesamte Unterseite des Rumpfes ist olivgrau mit grüngelber Verwaschung. Die Unterflügel sind grau und weiß, die Federkiele weiß.
Der Kopf ist überwiegend schwarz, die Kopfseiten zeigen auf diesem Grund einen feinen gelben Überaugenstreif vom vorderen Augenrand etwa bis in Höhe der Hinterkante der Ohrdecken, einen weiteren feinen gelben Streif unterhalb des Auges bis zu den hinteren Ohrdecken sowie einen breiteren gelben Streifen oberhalb des schmalen schwarzen Bartstreifs, der bis zu den unteren hinteren Ohrdecken reicht. Nacken und Halsseiten sind schwarz, Kinn und Kehle gelb.
Der kräftige Schnabel ist schwarz. Die Iris ist dunkelbraun, der Augenring schwarz. Beine und Zehen sind blaugrau, grünblau oder violett.
Jungvögel sind insgesamt matter und weniger kontrastreich gefärbt als adulte Vögel. Die Oberseite ist weniger glänzend und mehr braun mit olivgrünen Federspitzen, alle Gelb- und Rottöne sind blasser. Die Unterseite ist weniger gelb und oliv und mehr grau.

## Verbreitung und Lebensraum
Das Verbreitungsgebiet umfasst große Teile des südlichen Westafrikas sowie Zentralafrikas. Es reicht im Westen vom Süden des Senegal und Gambia nach Osten über die Elfenbeinküste, Ghana, den Süden von Nigeria und Kamerun bis in den Südosten der Zentralafrikanischen Republik und den Westen Ugandas, nach Süden bis in die angolanische Provinz Cabinda, bis in die mittlere Demokratische Republik Kongo und bis zum Ruwenzori-Gebirge im Grenzgebiet der Demokratischen Republik Kongo und Uganda. Die Größe des Gesamtverbreitungsgebietes wird auf 2,67 Mio. km² geschätzt.
Der Rotbürzel-Bartvogel bewohnt in erster Linie offene Waldbereiche wie Lichtungen, Waldränder, Sekundärwald sowie ältere Mangrovenwälder, aber auch Gärten, Farmen und anderes Kulturland. Die Art besiedelt gewöhnlich das Flachland bis in etwa 800 m Höhe, kommt in Westafrika aber auch noch bis in 1550 m Höhe vor, in Kamerun bis 1800 m und im Ruwenzori-Gebirge bis 2400 m.

## Lebensweise
Die Art wird meist einzeln oder in Paaren angetroffen und schließt sich gelegentlich auch gemischten Vogeltrupps an. Die in allen Baumschichten gesuchte Nahrung besteht aus Früchten, Insekten und Spinnen. Die Art brütet in Höhlen in Baum- oder Aststümpfen. Das Gelege besteht aus zwei oder drei Eiern, weitere Angaben zur Brutbiologie liegen bisher nicht vor.

## Bestand und Gefährdung
Angaben zur Größe des Weltbestandes gibt es nicht, die Art gilt generell als wenig häufig. Auf Grund des großen Verbreitungsgebietes, des offenbar stabilen Bestandes und derzeit nicht erkennbarer wesentlicher Gefährdungsfaktoren wird der Rotbürzel-Bartvogel von der IUCN als ungefährdet („least concern“) eingestuft.

## Belege